# Labeobarbus platydorsus
Labeobarbus platydorsus är en fiskart som först beskrevs av Nagelkerke och Sibbing, 1997.  Labeobarbus platydorsus ingår i släktet Labeobarbus och familjen karpfiskar. IUCN kategoriserar arten globalt som sårbar. Inga underarter finns listade i Catalogue of Life.